# XXXX (álbum)
XXXX es el tercer álbum del grupo canadiense de dance punk You Say Party (anteriormente You Say Party! We Say Die!) lanzado el 29 de septiembre de 2009. Fue la última entrega con el nombre anterior más largo del grupo y el último álbum con el baterista Devon Clifford, quien murió en abril de 2010.
A más del título del álbum, la palabra "XXXX" aparece en varios de los títulos de las canciones. En cada canción las cuatro X representan la palabra "amor".  En una entrevista para CBC Radio 3, la vocalista del grupo Becky Ninkovic explicó que cuando estaba terminando el arte para el primer EP del grupo Danskwad quería dejar una "marca de amor" personal, y se decidió a firmarlo con cuatro pequeñas X.
El álbum fue preseleccionado para el Premio Polaris de 2010.

## Lista de canciones
Todas las letras escritas por Becky Ninkovic, toda la música compuesta por Derek Adam, Devon Clifford, Krista Loewen, and Stephen O'Shea. 
| N.º | Título                            | Duración |  |
| 1.  | «There is XXXX (Within My Heart)» | 4:39     |  |
| 2.  | «Glory»                           | 2:14     |  |
| 3.  | «Dark Days»                       | 4:46     |  |
| 4.  | «Cosmic Wanship Avengers»         | 3:32     |  |
| 5.  | «Lonely's Lunch»                  | 4:40     |  |
| 6.  | «Make XXXX»                       | 4:00     |  |
| 7.  | «Laura Palmer's Prom»             | 4:44     |  |
| 8.  | «She's Spoken For»                | 3:39     |  |
| 9.  | «XXXX/Loyalty»                    | 3:25     |  |
| 10. | «Heart of Gold»                   | 4:08     |  |
| 16. | «Dark Days»                       |          |  |
| 17. | «Laura Palmer's Prom»             |          |  |
| 18. | «There Is XXXX (within my heart)» |          |  |

## Producción
Grupo
- Becky Ninkovic - voz, arreglos
- Devon Clifford - batería, coros, arreglos
- Derek Adam - guitarra, coros, arreglos
- Krista Loewen - teclados, voz, arreglos
- Stephen O'Shea - bajo, coros, arreglos

Miembros de sesión
- Shawn Penner - percusión (adicional)
- Saara Itkonen - coros (adicionales)
- Tamarack Hockin- coros (adicionales)
- Melissa Gregerson - coros (adicionales), escritura, arreglos

Producción
- Derek Adam - diseño
- Brock McFarlane - ingeniería (asistente)
- Steve Hall - masterización
- Ted Gowans - mezcla (asistente)
- Chris Janzen - otro (calibrador dinámico de grupo)
- Sharla Sauder - otra (entrenadora vocal)
- Derek Adam - fotografía
- Devon Clifford - fotografía
- Todd Duym - fotografía
- Shawn Penner - productor
- Becky Ninkovic - productora (adicional), ingeniería (adicional)
- Becky Ninkovic - arte de álbum
- Howard Redekopp – productor, ingeniería, mezcla, fotografía